# Eparchie alapajevská
Eparchie alapajevská je eparchie ruské pravoslavné církve nacházející se v Rusku.

## Území a titul biskupa
Zahrnuje všechny farnosti v administrativních hranicích obvodů sverdlovské oblasti Irbit, Machnjovo, Alapajevsk, měst Alapajevsk, Irbit, městských okruhů Arťomovskij a rajónů Rež, Tavda, Turinsk, Bajkalovo, Turinskaja Sloboda, Tabory.
Eparchiální biskup nese titul biskup alapajevský a irbitský.

## Historie
Byla založena Svatým synodem 28. prosince 2018 oddělením území z eparchie Kamensk a eparchie Jekatěrinburg.

## Seznam biskupů
- 2019–2020 Leonid (Soldatov)
  - 2020–2020 Kirill (Nakoněčnyj)
  - 2020–2024 Mefodij (Kondratěv)
- od 2024 Sergij (Zajčikov)